# 死滅放射性核種
死滅放射性核種（しめつほうしゃせいかくしゅ）とは、放射能を持った不安定な原子、すなわち、放射性核種の分類の1つである。
放射性核種は、核種ごとに決まった半減期で崩壊して消失し、別な核種へと変化してゆく。その核種が核融合反応や中性子捕獲などによって自然に生成された後、地球上に現在まで存在し続けるには不充分な短い半減期を持っており、かつ、その核種が存在していた影響を現在の地球上でも検出できる程度には長い半減期を持った核種が、この死滅放射性核種である。したがって、この定義から、現在の地球上には人工的に合成したり、宇宙線などに影響などによって生成しない限り、死滅放射性核種は存在しない。なお、その核種が存在していた影響を検出する方法としては、例えば、同位体存在比の変化を見る方法などがある

。
参考までに、資料によって違いがあるものの、死滅放射性核種であるための半減期の要件は、3千万年程度以上、かつ、3億年程度以下の長さを持っている必要があるとする文献も存在する

。

## 死滅放射性核種の例
| 死滅放射性核種    | 半減期                   | 娘核種                                                                          |
| ----------------- | ------------------------ | ------------------------------------------------------------------------------- |
| プルトニウム244   | 8080万年                 | ウラン240（ただし、自発核分裂の生成物として、キセノンなどが生ずることもある。） |
| サマリウム146     | 6870万年                 | ネオジム142（安定核種）                                                         |
| ニオブ92          | 3470万年                 | ジルコニウム92                                                                  |
| ヨウ素129         | 1570万年                 | キセノン129（安定核種）                                                         |
| キュリウム247     | 1560万年                 | プルトニウム243                                                                 |
| 鉛205             | 1530万年                 | タリウム205                                                                     |
| ハフニウム182     | 891万年                  | タンタル182                                                                     |
| パラジウム107     | 653万年                  | 銀107                                                                           |
| テクネチウム98    | 420万年、または、660万年 | ルテニウム98                                                                    |
| ジスプロシウム154 | 301万年                  | ガドリニウム150                                                                 |
| 鉄60              | 262万年                  | ニッケル60                                                                      |
| テクネチウム97    | 260万年、または、420万年 | モリブデン97                                                                    |
| セシウム135       | 233万年                  | バリウム135                                                                     |
| ガドリニウム150   | 179万8千万年             | サマリウム146                                                                   |
| ジルコニウム93    | 153万年                  | ニオブ93                                                                        |
| アルミニウム26    | 71万7千年                | マグネシウム26 (安定核種)                                                       |

## 補足
地球に天然に現存する、短寿命核種として、例えば、以下のようなものがある。
- マンガン53（半減期370万年）やベリリウム10（半減期138万7千年）は、地球の上層大気に含まれる原子が宇宙線によって核破砕されるために、現存する。
- ウラン236（半減期2348万年）は、充分に半減期が長いために天然に存在するウラン235が、中性子を捕獲することで、わずかに生成しているために現存する。
- ヨウ素129は、現存する核種であるテルル130に宇宙線が当たったり、大気中に含まれるキセノンに宇宙線が当たることによって生成する場合がある。
- 炭素14は、半減期がわずか5730年ながら、地球の大気中に大量に含まれる窒素14に宇宙線が当たることで次々と生成しているため、炭素年代測定が可能なほどに存在する。